# Генріх Шондер
Генріх «Гайн» Шондер (нім. Heinrich "Hein" Schonder; 23 липня 1910, Ерфурт — 24 червня 1943, Північна Атлантика) — німецький офіцер-підводник, корветтен-капітан крігсмаріне. Кавалер Лицарського хреста Залізного хреста.

## Біографія
8 квітня 1934 року вступив на флот кадетом. Служив на торпедному катері. В січні 1938 року переведений в підводний флот. Служив вахтовим офіцером на різних підводних човнах. З грудня 1939 по січень 1940 року командував підводним човном U-53, з 1 липня по 24 листопада 1940 року — U-58 (Тип II-C), на якому здійснив 4 походи в Північну Атлантику (провівши в морі в цілому 56 днів) і потопив 4 кораблі. З 18 січня 1941 по 2 вересня 1942 року — командир U-77 (тип VII-C), на якому здійснив 8 походів (210 днів в морі): перші 3 в Північну Атлантику, в грудні 1941 року перейшов в Середземне море. З 22 грудня 1942 року — командир U-200 (Тип IX-D2). 24 червня 1943 року човен був потоплений південно-західніше Ісландії (58°15′ пн. ш. 25°25′ зх. д.) глибинними бомбами британського бомбардувальника «Ліберейтор». Всі 68 членів екіпажу загинули.
Всього за час бойових дій потопив 15 суден загальною водотоннажністю 29 368 брт і пошкодив 2 корабля водотоннажністю 1 845 брт.
| Дата           | Назва корабля                     | Тип                              | Тоннаж | Вантаж                                                         | Екіпаж | Загинули | Країна             | Конвой |
| -------------- | --------------------------------- | -------------------------------- | ------ | -------------------------------------------------------------- | ------ | -------- | ------------------ | ------ |
| 18 липня 1940  | Gyda                              | Торговий пароплав                | 1,591  | 1980 тонн солі                                                 | 20     | 11       | Норвегія           |        |
| 4 серпня 1940  | Pindos                            | Торговий пароплав                | 4,360  | 7590 тонн зерна                                                | 32     | 3        | Королівство Греція | SL-40  |
| 8 жовтня 1940  | Confield                          | Торговий пароплав                | 4,956  | 5800 тонн деревини, 2000 тонн зерна та 300 тонн свинцю         | 37     | 1        | Британська імперія | HX 76  |
| 13 червня 1941 | Tresillian                        | Торговий пароплав                | 4,743  | Баласт                                                         | 46     | 0        | Британська імперія | OB 330 |
| 22 червня 1941 | Arakaka                           | Торговий пароплав                | 2,379  | Баласт                                                         | 40     | 40       | Британська імперія |        |
| 25 червня 1941 | Anna Bulgaris                     | Торговий пароплав                | 4,603  | Баласт                                                         | 35     | 35       | Королівство Греція |        |
| 15 грудня 1941 | Empire Barracuda                  | Торговий пароплав                | 4,972  | 5800 тонн морських та військових товарів, включаючи боєприпаси | 52     | 13       | Британська імперія |        |
| 12 січня 1942  | HMS Kimberley (F50) (пошкоджений) | Есмінець типу К                  | 1,690  |                                                                | ?      | 3        | Британська імперія |        |
| 12 червня 1942 | HMS Grove (L77)                   | Ескортний міноносець типу «Хант» | 1,050  |                                                                | 170    | 110      | Британська імперія | MW-11  |
| 22 липня 1942  | Vassiliki                         | Вітрильник                       | 140    | 3580 барелів нафти                                             | ?      | 0        | Королівство Греція |        |
| 24 липня 1942  | Toufic El Rahman                  | Вітрильник                       | 30     |                                                                | ?      | 0        | Сирія              |        |
| 30 липня 1942  | Fany                              | Вітрильник                       | 43     |                                                                | 10     | 0        | Єгипет             |        |
| 1 серпня 1942  | St. Simon                         | Вітрильник                       | 85     | 27 000 каністр з бензином                                      | ?      | 0        | Єгипет             |        |
| 6 серпня 1942  | Ezzet                             | Вітрильник                       | 158    | Баласт                                                         | ?      | 0        | Єгипет             |        |
| 6 серпня 1942  | Adnan (пошкоджений)               | Вітрильник                       | 155    | Баласт                                                         | ?      | 0        | Єгипет             |        |
| 10 серпня 1942 | Kharouf                           | Вітрильник                       | 158    | Фрукти, пиво, тальк і готівка (11 150 фунтів стерлінгів)       | ?      | 0        | Палестина          |        |
| 16 серпня 1942 | Daniel                            | Вітрильник                       | 100    | Бензин                                                         | ?      | 0        | Палестина          |        |

## Звання
- Кандидат в офіцери (8 квітня 1934)
- Морський кадет (26 вересня 1934)
- Фенріх-цур-зее (1 липня 1935)
- Оберфенріх-цур-зее (1 січня 1937)
- Лейтенант-цур-зее (1 квітня 1937)
- Оберлейтенант-цур-зее (1 квітня 1939)
- Капітан-лейтенант (1 вересня 1941)
- Корветтен-капітан (1 червня 1943)

## Нагороди
- Медаль «За вислугу років у Вермахті» 4-го класу (4 роки; 5 квітня 1939)
- Залізний хрест
  - 2-го класу (1 жовтня 1939)
  - 1-го класу (23 липня 1940)
- Нагрудний знак підводника (1 грудня 1939)
- Бронзова медаль «За військову доблесть» (Італія) (25 березня 1942)
- Лицарський хрест Залізного хреста (19 серпня 1942)